# Jacob van der Laan
Jacob van der Laan (Bleskensgraaf, 6 april 1755 – Bleskensgraaf, 2 februari 1825) was een Nederlands burgemeester.

## Biografie
Jacob van der Laan werd in Bleskensgraaf geboren als zoon van de timmerman, houtkoper en aannemer Arij van der Laan (1712-1795) en Jannigje Huijgen Pals. Zijn vader was in Bleskensgraaf en Hofwegen tevens een belangrijk grondbezitter met het eigendom van 3 boerderijen en 51 morgen land en lid van het college van schepenen. Jacob van der Laan nam niet alleen het timmerbedrijf en de houthandel, maar ook twee boerderijen van zijn vader over, met land onder Bleskensgraaf, Hofwegen en Giessen-Oudekerk. Hij was reeds enige jaren schepen (1794-1808) en president-schepen en president-heemraad (1805-1808) van Bleskensgraaf geweest toen hij in of voor 1811 als maire / burgemeester werd aangesteld. Hij bleef burgemeester van Bleskensgraaf tot 1819, waarna hij nog vermeld wordt als wederom president-schepen en assessor/wethouder (1820) van Bleskensgraaf, bovendien was hij schepen van Hofwegen (1799-1805) en hoogwaarsman van de Nederwaard (1819-1822). Zoals zijn vader functioneerde ook Jacob enige jaren als ouderling van de Nederduitse Gereformeerde Kerk / Nederlandse Hervormde Kerk (1812-1814 en 1818-1820). In 1781 huwde hij met Sijgje de Jong (1758-1830), uit welk huwelijk een uitgebreid nageslacht voortkwam.